# Finkenau (Ahorn)
Finkenau ist ein Gemeindeteil der Gemeinde Ahorn im oberfränkischen Landkreis Coburg.

## Geographie
Das Dorf liegt etwa drei Kilometer südlich von Coburg westlich der Itz. Gemeindeverbindungsstraßen führen nach Triebsdorf, Ahorn und Creidlitz. Nördlich von Finkenau verläuft die Bundesstraße 303.

## Geschichte
Die erste urkundliche Nennung war am 4. April 1418, als Hans Mullner die „Vinckenmul“ pachten wollte. 1451 belehnte der Abt des Klosters Saalfeld die Herren von Rosenau mit  Finkenau, das zu einem Rittergut mit Herrenhaus ausgebaut wurde. Der Ort war ab 1485 Teil des Kurfürstentums Sachsen, aus dem später das Herzogtum Sachsen-Coburg hervorging. 1507 veräußerten die Herren von Rosenau die Mühle und 1609 kaufte Wilhelm von Streitberg das Rittergut. 1612 erklärte Herzog Johann Casimir das Anwesen zum Allod, zum freien Eigentum der Streitberger. Im Verlauf des Dreißigjährigen Krieges wurde Finkenau 1634 durch kaiserliche Truppen zerstört.
Mitte des 19. Jahrhunderts bestand Finkenau aus zwei unabhängigen Gemeinden, dem Rittergut und der Ortschaft selbst. Am 1. Juli 1869 erfolgte die Eingliederung beider Gemeinden nach Ahorn.
1925 zählte Finkenau 43 Einwohner und 8 Wohnhäuser. 1987 hatte das Dorf 42 Einwohner, 15 Wohnhäuser und 20 Wohnungen. Finkenau gehört zum evangelisch-lutherischen Kirchensprengel von Ahorn.

## Einwohnerentwicklung
| Jahr | Einwohnerzahl |
| ---- | ------------- |
| 1837 | 66            |
| 1925 | 43            |
| 1950 | 70            |
| 1970 | 47            |
| 1987 | 42            |